# Stoßdämpfer
Stoßdämpfer werden in verschiedenen Bereichen dazu genutzt, bewegte Massen zuverlässig abzubremsen bzw. die Bewegung der Masse zu dämpfen.

## Stoßdämpfer bei Fahrwerken
Der Stoßdämpfer bei Fahrwerken ist ein sicherheitsrelevantes Bauteil. Die Stoßdämpfer haben die Aufgabe, Schwingungen des Aufbaus auf den Tragfedern sowie die Schwingungen der Räder auf der Reifenfeder zu dämpfen. Ohne Dämpfung würden die Aufbauschwingungen im Bereich der Eigenfrequenzen zu groß, sodass sowohl der Fahrkomfort als auch die Fahrsicherheit negativ beeinflusst würde. Korrekt wäre die Bezeichnung „Schwingungsdämpfer“, denn nicht der Stoß, sondern seine Wirkung wird beeinflusst. Die Stoßdämpfer dienen nicht dazu, durch Fahrbahnunebenheiten ins Fahrzeug eingeleitete Stöße abzufangen. Dafür ist die Federung zuständig.

## Industriestoßdämpfer
Industriestoßdämpfer sind hydraulische oder pneumatische Maschinenelemente, die bewegte Massen zuverlässig abbremsen. Die Masse wird über die gesamte Bremsstrecke idealerweise mit konstanter Bremskraft abgebremst. Industriestoßdämpfer sind dabei so gestaltet, dass sie ohne Last in ihre Ausgangsstellung zurückkehren, sodass beim nächsten Maschinentakt die Masse erneut abgebremst werden kann.
Die Anwendungsfälle im Anlagenbau sind vielfältig und die Produktvielfalt ist groß. So gibt es Stoßdämpfer von 4 mm bis über 400 mm Hub. Die Energieaufnahme kann weniger als 1 Nm/Hub bis über 100.000 Nm/Hub sein. Bei der Auswahl des Stoßdämpfers gibt es weitere Variablen zu beachten. Da durch das Wirkprinzip von Stoßdämpfer beim Abbremsen der Masse auch Wärme entsteht, geben die Hersteller zusätzlich eine maximale Energieaufnahme pro Stunde an, damit die Stoßdämpfer die Wärme auch an die Umgebung abgeben können. Ein Industriestoßdämpfer ist auch immer für einen bestimmten Temperaturbereich ausgelegt. Höhere Temperaturen haben Einfluss auf die Dämpfungseigenschaften des Stoßdämpfers.
Industriestoßdämpfer können an den Anwendungsfall häufig noch angepasst werden. So kann die Anschlagkappe der Kolbenstange häufig angepasst werden. Mit Anschlagkappen aus Kunststoff wird eine Beschädigung der abgebremsten Masse verhindert, dafür unterliegt der Kunststoff einem höheren Verschleiß. Anschlagkappen aus gehärtetem Stahl sorgen dafür, dass der Stoßdämpfer robuster wird. Mit Zubehör können die Stoßdämpfer weiter angepasst werden. Doppelabstreifer oder zusätzliche Staubschutz erhöhen die Lebensdauer in Arbeitsumfeldern mit starker Verschmutzung.
Es unterliegt der Verantwortung des Konstrukteurs, den richtigen Stoßdämpfer für den Anwendungsfall auszuwählen. Nahezu alle Hersteller bieten auf ihrer Homepage die CAD-Daten ihrer Stoßdämpfer zum Herunterladen an.
Häufig ist der Dämpfungsgrad von Industriestoßdämpfern einstellbar, ohne dass dazu der Stoßdämpfer umgebaut werden muss.

### Vorteile- und Nachteile
Vorteile:
Industriestoßdämpfer führen zu einer geringeren Belastung der Maschine, wo Massen abgebremst werden müssen. Dies verlängert die Lebensdauer, erhöht die Verfügbarkeit und führt zu einer geringeren Geräuschentwicklung der Maschine.
Wird die geringere Belastung schon bei der Konstruktion der Maschine eingeplant, können Industriestoßdämpfer auch dazu Führen, dass die Konstruktion der Maschine weniger stabil ausgeführt werden muss. In der Regel führt dies dazu, dass die Maschine leichter und günstiger wird.
Nachteile:
Industriestoßdämpfer sind teurer als einfache Gummipuffer. Außerdem muss bei der Konstruktion der notwendige Bauraum für Industriestoßdämpfer vorgesehen werden.

### Abgrenzung zu anderen Dämpfungselementen
Weitere Dämpfungselemente sind Federpuffer, Gummipuffer, hydraulischen Bremszylinder oder Luftpuffer. Die Dämpfungselemente unterscheiden sich dabei durch die Kraftaufnahme im Verlauf die Bremsstrecke. Gummipuffer als Beispiel haben zu Beginn eine geringe Bremskraft und je weiter der Gummi gequetscht wird, desto größer die Bremskraft bis zur maximalen Verformung des Gummipuffers.
Pneumatikzylinder sind häufig mit einer Endlagendämpfung ausgestattet die die Kraft des Zylinders selbst am Ende der Bewegung begrenzt. Die Endlagendämpfung zählt damit nicht zu den Industriestoßdämpfern.

## Schwerlastdämpfer

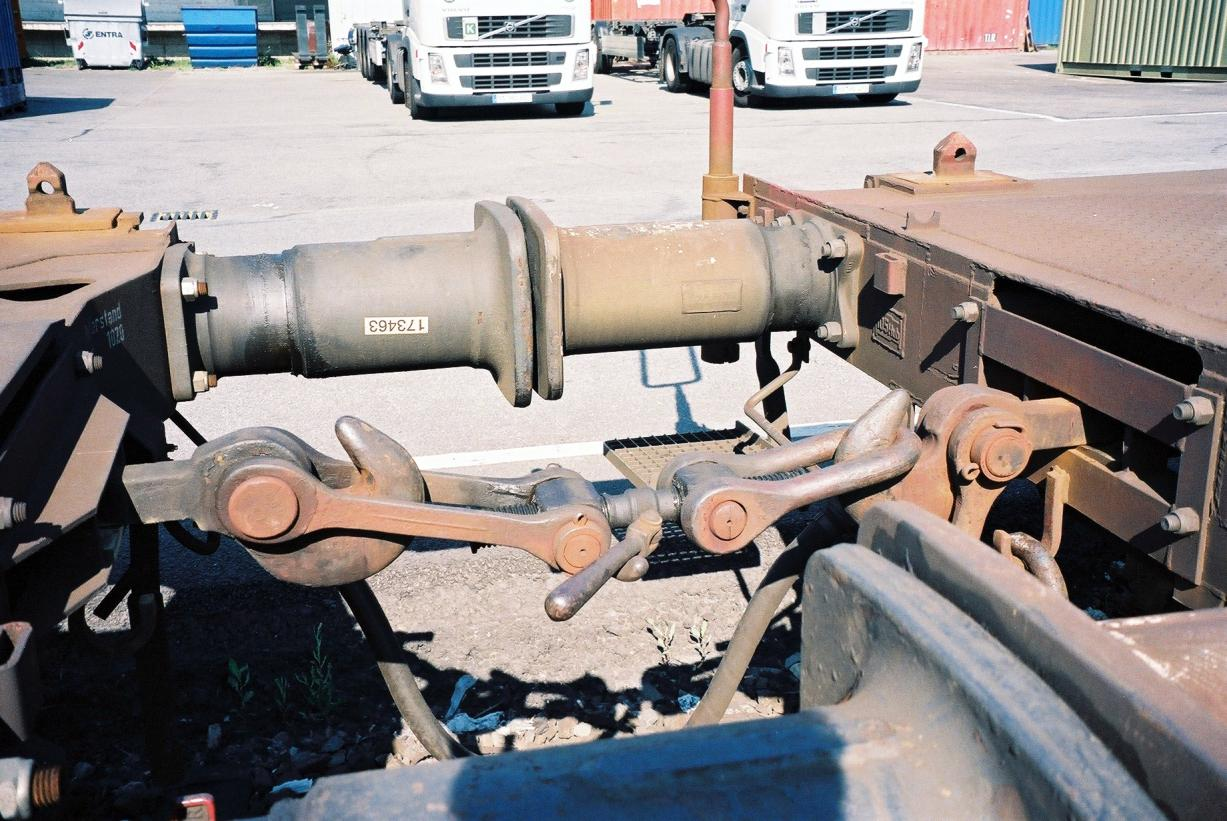
Seitliche Anschlagpuffer an den Enden zweier Eisenbahnwagen

Schwerlaststoßdämpfer kommen dort zum Einsatz wo große Massen abgedämpft werden. Das Funktionsprinzip ist dabei ähnlich den Industriestoßdämpfern oder Fahrwerksstoßdämpfern.
Übliche Einsatzgebiete sind:
- Brücken- und Portalkräne
- Im Hochregallager
- Im Containertransport
- Anschlagpuffer bei der Bahn
- Als Anschlagpuffer bei Seilbahnen
- Als Anschlagpuffer bei Schwenkbrücken
- Zum Abbremsen von Brammen und Trägern in Stahlwerken

## Verpackung
Stoßdämpfer im Bereich Verpackung dienen zum Schutz der transportieren Ware. Im Gegensatz zu den meisten anderen Stoßdämpfern sind diese nach dem Auslösen nicht wieder verwendbar. Ein Schutz der Ware ist nur notwendig, wenn sie nicht sachgerecht transportiert wird. Der übliche Anwendungsfall ist der Schutz beim Herunterfallen. Das besondere an diesen Stoßdämpfern ist, dass sie die Energie zum Abbremsen der Masse aus der Deformationsenergie beim Aufprall nehmen und dabei in der Regel zerstört werden.

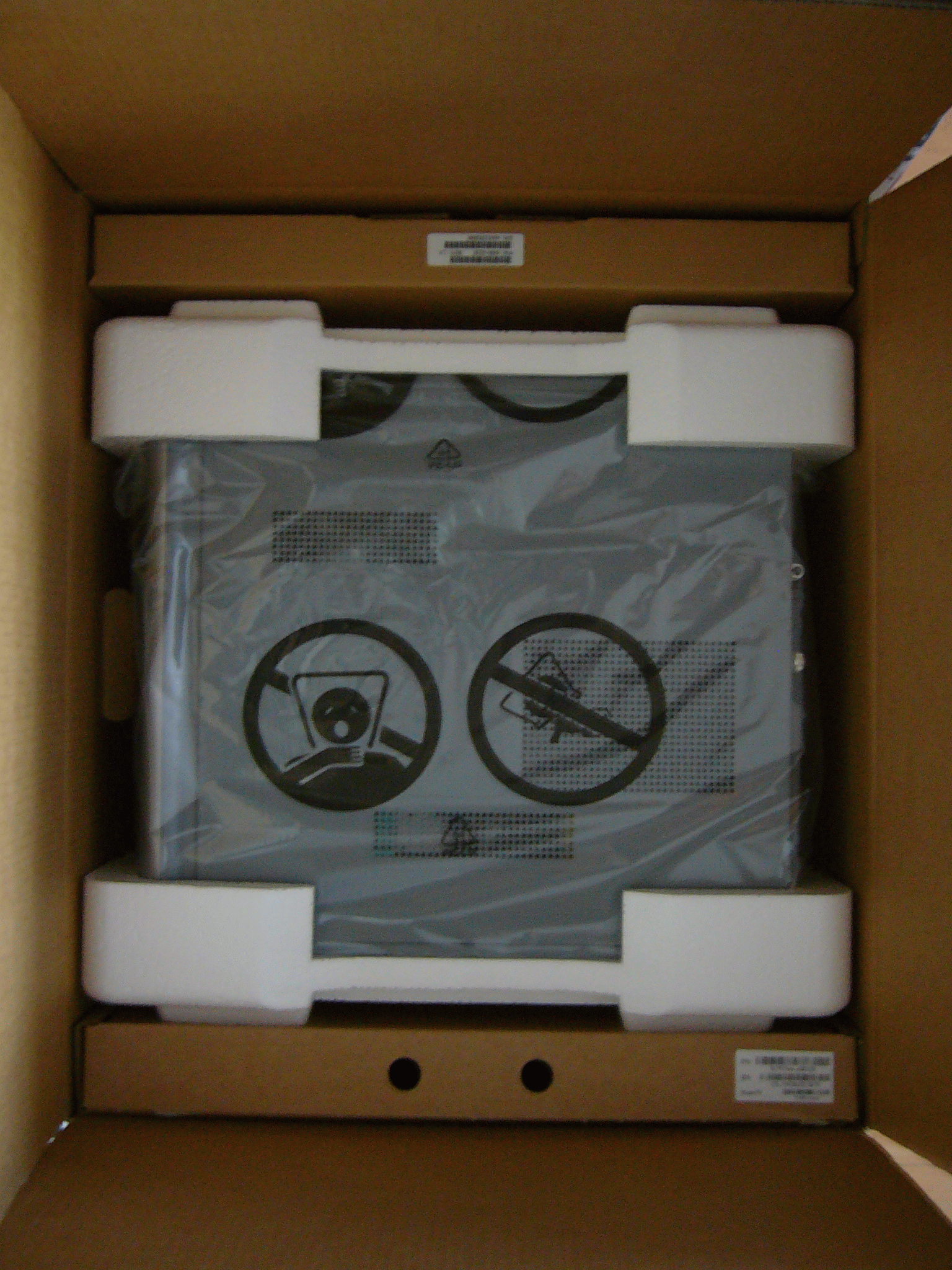
Ein Personal Computer in seiner Transport- und Versandverpackung mit EPS-Teilen als Schutz gegen Stöße von außen

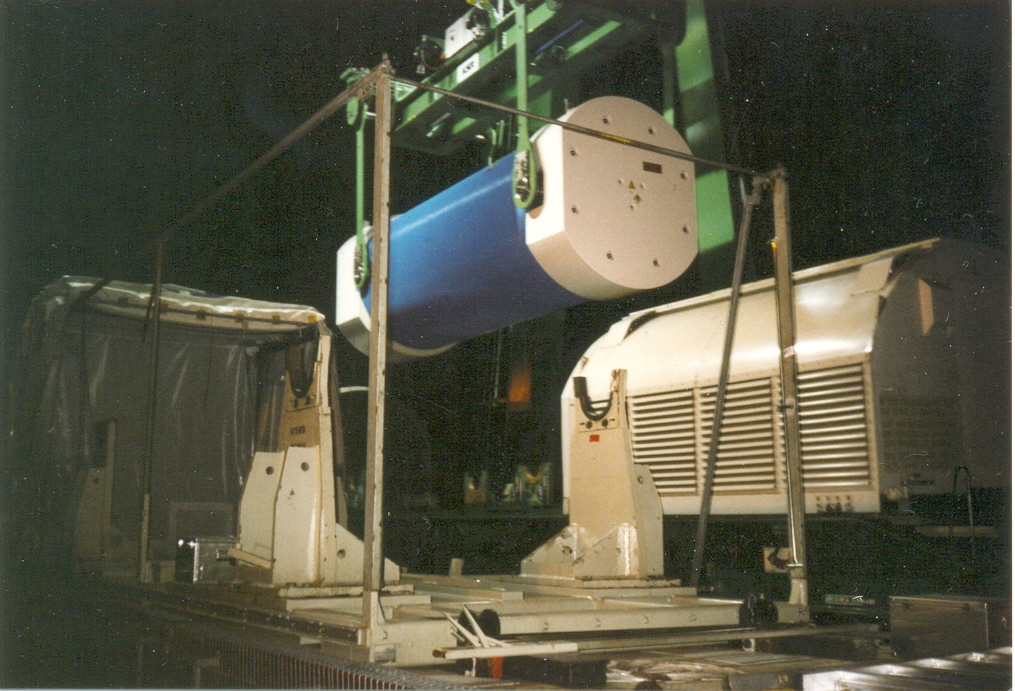
Ein Castor-Behälter beim Verladen mit montieren Stoßdämpfern in Weiß.

## Fahrradfederung
Stoßdämpfer kommen auch bei der Fahrradfederung zum Einsatz.

## Türdämpfer
Ein Türdämpfer ist ein Bewegungsdämpfer für Türen und häufig Bestandteil eines Türschließers.